# Абубакар I
Абубакар (Абу-Бакр, Абубакарі) I (д/н — 1285) — 5-й манса імперії Малі в 1275—1285 роках. Започаткував відродження держави.

## Життєпис
За поширеною версією був сином Наре Маґанн Конате (Магхан Конфара), фаами (володаря) Манден та вождя мандінка, та його третьої дружини Намандіє. За іншою версією був онуком Марі Діати I, засновника імперії Малі, від його доньки. При народженні отримав ім'я Борі (Бору). Брав участь у війна Марі Діати, зокрема битві при Кіріні проти Сумаоро Канте, правителя Соссо.
1255 року після смерті Марі Діати I претендував на трон, оскільки син Марі Діати I — Улі — був доволі молодим, але той випередив Борі Кейту. Втім отримав посаду канкоро сігуї (на кшталт візира).
1270 року після смерті Улі I також намагався втрутитися в боротьбу за владу, але невдало. 1275 року після повалення чергового манси — Халіфи — зумів за підтримки Гбари (Великої Ради) отримати владу. Прийняв ім'я Абу-Бакр.
Спрямував зусилля на відновлення кордонів імперії та зміцнення держави всередині. Разом з тим в цей час посилює вплив рабська гвардія. Абубакар I помер або був повалений близько 1285 року. Новим мансою став голова рабської гвардії Сакура.